# Джамангараєв Кашаган
Кашаган Джамангараєв — (8 травня 1910 — 22 вересня 2001) — учасник німецько-радянської війни, Герой Радянського Союзу (1943).

## Біографічні відомості
Народився 8 травня 1910 року в селі Каракемер (нині Єнбекшиказахський район, Алматинська область, Казахстан) в селянській родині. Казах. Освіта неповна середня. Працював рахівником у колгоспі.
У Червоній Армії з 1942 року, з цього ж року на фронті німецько-радянської війни. Командир гармати 1-ї гвардійської гарматної артилерійської бригади 1-ша гвардійської артилерійської дивізії прориву, 60-ї армії Воронезького (з 20 жовтня 1943 року перейменованого на 1-й Український) фронту.
Гвардії старший сержант Кашаган Джамангараєв у села Романово (Рильський район Курської області) 26 серпня 1943, відбиваючи атаку противника, знищив два танки, а інших змусив повернути назад.
У боях за плацдарм на правому березі Дніпра 7 жовтня 1943 року в районі сіл Губин і Медвин (Іванківський район Київської області України) гвардієць-артилерист знищив до взводу гітлерівців і підпалив два танки.
17 жовтня 1943 року гвардії старшому сержанту Джамангараеву Кашагану присвоєно звання Героя Радянського Союзу з врученням ордена Леніна і медалі «Золота Зірка» (№ 1907).
Після війни старшина Джамангараев Кашаган був демобілізований, повернувся на батьківщину і працював у радгоспі. З 1982 року жив у місті Алма-Ата. Помер 22 вересня 2001 року. Похований у рідному селі.